# Edelbrand

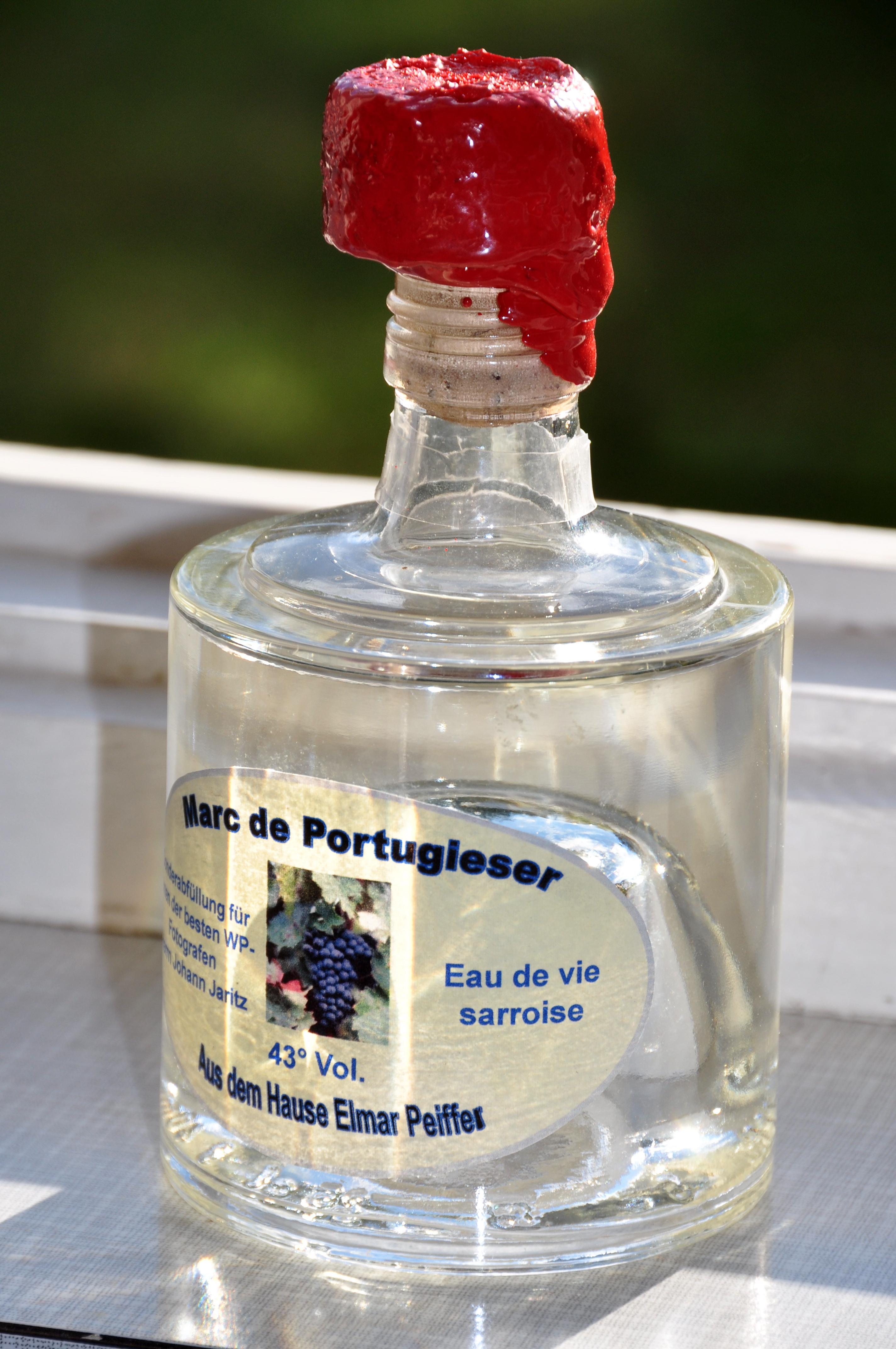
Edelbrand aus Maische von Portugieser-Trauben

In Österreich versteht man unter Edelbränden Spirituosen, die aus vergorenen Flüssigkeiten oder vergorenen Maischen zuckerhaltiger oder verzuckerter stärkehaltiger Rohstoffe unter Beibehaltung des ihnen eigentümlichen Aromas destilliert wurden sowie die daraus durch Herabsetzung des Alkoholgehaltes mit Wasser hergestellten Produkte. Ein Edelbrand, dem bis maximal zu einem Drittel Alkohol landwirtschaftlichen Ursprungs zugesetzt wurde, wird nunmehr handelsüblich als Obstschnaps bezeichnet.
Produkte, die mit dem Hinweis „Bauern-“ oder „Land-“ versehen sind (zum Beispiel „Marillen-Bauernbrand“) kommen nur als Edelbrand in den Verkehr. Eine auf bäuerliche Erzeugung hinweisende Aufmachung oder Bezeichnung wie „vom Bauern“, „original Bauernschnaps“ oder Ähnliches müssen als Hinweise auf die Erzeugung durch Landwirte den Tatsachen entsprechen.
In Deutschland existiert keine einheitliche Definition für Edelbrände.